# Wieliczkowicze (obwód miński)
Wieliczkowicze (biał. Вялічкавічы; ros. Величковичи) – agromiasteczko na Białorusi, w obwodzie mińskim, w rejonie soligorskim, w sielsowiecie Kopacewicze.
Dawniej istniały dwie wsie Wieliczkowicze Nowe i Wieliczkowicze Stare. W latach 1919–1920 znajdowały się one w Polsce, pod Zarządem Cywilnym Ziem Wschodnich, w okręgu brzeskim, w powiecie mozyrskim. Wyznaczona w traktacie ryskim granica polsko-sowiecka przebiegła w ich pobliżu, pozostawiając je po stronie sowieckiej. Współczesne Wieliczkowicze znajdują się w miejscu Wieliczkowicz Nowych. Wieliczkowicze Stare obecnie nie istnieją.